# Страсбургский пирог
Страсбургский пирог — деликатесный паштет из фуа-гра с добавлением трюфелей, рябчиков и перемолотой свинины. Запекается в тесте для сохранения формы. Был изобретён нормандским поваром Жаном-Жозефом Клозом в 1782 году. В XVIII—XIX веках повара готовили только фарш, а запекать его относили к булочнику. В современном Страсбурге паштет до сих пор часто продают в кондитерских.
В романе Александра Пушкина «Евгений Онегин» страсбургский пирог присутствует на столе его героя:
«Вошёл: и пробка в потолок,

Вина кометы брызнул ток;

Пред ним roast-beef окровавленный,

И трюфли, роскошь юных лет,

Французской кухни лучший цвет,

И Страсбурга пирог нетленный

Меж сыром лимбургским живым

И ананасом золотым».
В пушкинские времена страсбургский пирог доставляли в Российскую империю из Франции в ящиках со льдом, прокладывая между паштетом и тестом слой смальца или гусиного жира.
Фёдор Достоевский упоминает блюдо при описании разгульного поведения Дмитрия Карамазова в романе «Братья Карамазовы»:
 …в Мокром он запоил шампанским сиволапых мужиков, деревенских девок и баб закормил конфетами и страсбургскими пирогами.